# Simon Sohm
Simon Sohm (Zürich, 11 de abril de 2001) es un futbolista suizo que juega de centrocampista en la ACF Fiorentina de la Serie A.

## Trayectoria
Comenzó su carrera deportiva en el FC Zürich, debutando el 28 de octubre de 2018 en la Superliga de Suiza en la derrota por 3-2 de su equipo frente al F. C. St. Gallen. Tras dos años en el equipo, en octubre de 2020 fue traspasado al Parma Calcio 1913. En cinco temporadas disputó 155 encuentros y en agosto de 2025 se marchó a la ACF Fiorentina.

## Selección nacional
Fue internacional sub-16, sub-17 y sub-18 con la selección de fútbol de Suiza.
Con la absoluta fue convocado por primera vez en septiembre de 2020 para dos partidos de la Liga de las Naciones de la UEFA 2020-21 ante Ucrania y Alemania. Volvió a ser convocado en octubre, realizando su debut en un amistoso ante Croacia.
Con la sub-17 disputó el Campeonato Europeo Sub-17 de la UEFA 2018.

## Clubes
| Club              | País   | Año       |
| ----------------- | ------ | --------- |
| F. C. Zürich      | Suiza  | 2018-2020 |
| Parma Calcio 1913 | Italia | 2020-2025 |
| ACF Fiorentina    | Italia | 2025-     |

## Palmarés

### Campeonatos nacionales
| Título  | Club              | País   | Año     |
| ------- | ----------------- | ------ | ------- |
| Serie B | Parma Calcio 1913 | Italia | 2023-24 |